# Pierre de Gaulle (né en 1963)
Cet article traite du petit-fils de Charles de Gaulle. Pour le frère de Charles de Gaulle, voir l’article Pierre de Gaulle.
Pour les autres membres de la famille, voir famille de Gaulle.
Pierre de Gaulle né le 20 juin 1963, est une personnalité française du monde de la finance et des médias. Installé en Suisse, il est le petit-fils de Charles de Gaulle. À partir de 2022 et l'invasion de l'Ukraine par la Russie, il prend position en faveur de cette dernière et participe activement au relais de la désinformation et de la propagande russe.

## Biographie
Pierre de Gaulle naît en 1963. Il est le quatrième fils de Philippe de Gaulle, le fils aîné de Charles de Gaulle. Il a trois frères : Charles, Yves et Jean. Il fait ses études à l'université Paris Dauphine-PSL dont il est diplômé, puis à HEC Paris où il obtient un master en finance.
Il devient conseiller en stratégie pour des entreprises,. À la fin des années 1990, il est engagé par l'entreprise énergétique Enron, qui fait faillite en 2001. En 1999, à l'âge de 36 ans, il signe, avec de nombreux membres de sa famille, une tribune dénonçant la candidature de son frère, Charles, sous l'étiquette du Front national aux élections européennes.
En 2006, il cofonde Diligent Investments & Trust. L'année suivante, il adhère à l'Union pour un mouvement populaire (UMP), pour une courte durée, au moment de la campagne présidentielle de Nicolas Sarkozy. Il est également membre durant un temps du Club des Leaders, un club privé réunissant, à Gstaad, des personnalités de haut rang, fondé en 2010.
En 2008, après plusieurs années de stagnation de sa carrière, il s'installe à Genève et commence à travailler comme banquier privé au sein du groupe Edmond de Rothschild. Il est chargé d'attirer les clients fortunés de la haute société, mais il est peu engagé dans son travail, rarement présent. Il est vu comme « excentrique ». Il reste à ce poste jusqu'en 2016, lorsqu'il quitte l'entreprise « faute de résultats ». Il poursuit sa carrière dans le secteur bancaire en travaillant pour UBP puis pour Banque Heritage, pendant un an à partir de l'été 2020,.
Par la suite, son activité professionnelle n'est pas connue précisément : il se présente comme « conseiller senior en fusions-acquisitions » sur LinkedIn mais la Tribune de Genève relève que son entreprise de conseil n'a existé que durant trois mois en 2021. Le journal note également que son CV sur la plateforme est imprécis « dans les dates mentionnées comme dans les intitulés de poste ».
En 2021, il intervient dans les médias à la suite des propos d'Éric Zemmour, qui affirme que « Vichy a protégé les juifs français et donné les juifs étrangers », remettant en cause le rôle du régime de Vichy dans la déportation des Juifs de France. Pierre de Gaulle condamne ces propos et l'accuse de « récupération médiatique »,. En 2022, il affirme face aux deux députés Rassemblement national de Haute-Marne avoir voté pour Marine Le Pen à l'élection présidentielle.
Au cours des années 2020, il apparaît également dans des soirées mondaines en Suisse, se faisant inviter notamment grâce à son appartenance à la famille de Gaulle. Il est domicilié fiscalement à Genève et non en France.
Des proches et partisans lui auraient conseillé de faire ses débuts en politique, par exemple en prenant la tête d'une liste pro-russe lors des élections européennes de 2024.

## Proximité avec la Russie
Pierre de Gaulle est connu pour sa proximité assumée avec la Russie, estimant qu'elle défend « les valeurs traditionnelles, la famille, la spiritualité ». Il vante l'action politique de Vladimir Poutine en Russie. Il crée notamment en 2023 la Fondation Pierre de Gaulle pour la paix et la prospérité entre les peuples, qui a pour objectif « la promotion du « monde multipolaire » et la préservation des valeurs traditionnelles en Occident ». Financée à l'aide de dons privés, elle est hébergée en Suisse. Cependant, elle n'a pas d'existence légale en 2024 et ne compte alors qu'un site internet. La cagnotte mise en place récolte 23 000 francs suisses.
Au cours de l'invasion de l'Ukraine par la Russie, à partir de février 2022, il reprend la propagande du Kremlin et assure que l'OTAN et les États-Unis en sont responsables. Il revendique s'inspirer des positions gaullistes sur les relations internationales, au cours de la guerre froide ; il affirme notamment que le général de Gaulle, son grand-père, était proche de la Russie, ce que nuance l'historien Alexandre Jevakhoff, auteur en 2022 de De Gaulle et la Russie et la Tribune de Genève qui explique que « de Gaulle, qui a certes maintenu le dialogue avec l’Union soviétique, [avait] pris fait et cause pour les États-Unis, lors de la crise des missiles de Cuba ». Il critique le président ukrainien Volodymyr Zelensky et l'accuse d'avoir alimenté la guerre. Pierre de Gaulle diffuse également les thèses, parfois conspirationnistes, de la désinformation russe, en insistant sur la présence en Ukraine de « laboratoires de recherches biologiques », des « oligarques et [...] groupes militaires néonazis ». Il compare les sanctions imposées aux personnalités russes aux persécutions visant les Juifs sous le régime de Vichy et compare l'invasion russe à la Grande Guerre patriotique.
Pierre de Gaulle prend la parole lors d'événements organisés par l'ambassade de Russie, notamment le 14 juin 2022. Il intervient sur Stratpol, chaîne pro-russe de Xavier Moreau et lors de réunions du Dialogue franco-russe. En février 2023, il se rend à Volgograd pour assister aux commémorations des 80 ans de la bataille de Stalingrad, ancien nom de la ville,. En novembre 2023, interrogé par l'agence de presse d'État russe, Tass, il se dit « honoré de recevoir la citoyenneté russe » si elle lui était proposée. Sur l'ensemble de l'année 2023, Pierre de Gaulle se rend au moins quatre fois sur le territoire russe. Il est également le représentant français du Mouvement russophile international, soutenu par le président russe et par Alexandre Douguine et dont sont membres plusieurs personnalités politiques russes sous sanctions internationales. Le 14 mars 2023, il est présent au musée Pouchkine pour fêter sa fondation, aux côtés de Konstantin Malofeïev et Steven Seagal,.
Il est aussi proche de personnalités russophiles d'extrême droite, comme Emmanuel Leroy, mais aussi Elie Hatem et Fabrice Sorlin. Florian Philippot et Nicolas Meizonnet apportent leur soutien à certaines de ses déclarations.
D'après le spécialiste finlandais de la stratégie de désinformation russe Pekka Kallioniemi, l'accueil de personnalités occidentales en Russie leur confère « une légitimité qu’ils n’ont souvent jamais eue dans leur propre pays » et leur permet, à leur retour dans leur pays d'origine, de diffuser le discours du Kremlin. Pierre de Gaulle rejette cependant les accusations le qualifiant de « relais de la Russie » et assure défendre « les intérêts des Français ». Un proche de la famille de Gaulle estime que Pierre de Gaulle « est en manque de visibilité et essaye d’exister », mais qu'il est manipulé par les milieux d'influence russes qui cherchent à utiliser son nom.
Ses prises de positions pro-russes embarrassent cependant la famille de Gaulle, dont certains membres le soupçonnent d'être « [motivé] par des considérations financières ». La famille se désolidarise notamment de son initiative de déplacement à Volgograd. Yves de Gaulle, frère de Pierre et chargé par leur père Philippe de représenter la famille, estime que « L'analyse de mon frère Pierre n'engage personne d'autre que lui-même, c'est-à-dire ni moi, ni notre famille et encore moins le général de Gaulle ». Le président de la Fondation Charles-de-Gaulle Hervé Gaymard exprime lui aussi sa désapprobation de ses positions, déclarant : « Chacun sait que le général de Gaulle était pour l'Europe des nations, intransigeant sur la souveraineté et contre les dictatures ».

## Vie privée
Pierre de Gaulle se marie en premières noces à Sophie Barou, puis en seconde noces à Nadjet Rima Halimi Bensouiki en 2013. Cette dernière serait la fille d'un ancien combattant pour l'indépendance de l'Algérie, devenu propriétaire terrien et homme d'affaires. Pierre de Gaulle aurait contacté son père à plusieurs reprises depuis Genève pour lui emprunter de l'argent.